# Calatola uxpanapensis
Calatola uxpanapensis är en tvåhjärtbladig växtart som beskrevs av Vera-cal. & T.Wendt. Calatola uxpanapensis ingår i släktet Calatola och familjen Icacinaceae. Inga underarter finns listade i Catalogue of Life.